# Documentario

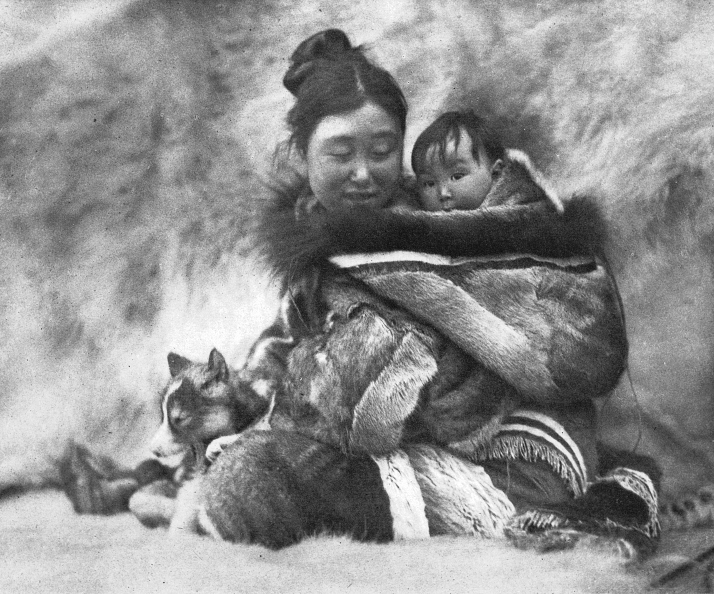
Un fotogramma di Nanuk l'esquimese

Il documentario è un'opera audiovisiva i cui elementi narrativi ed espressivi costitutivi sono colti dalla realtà; nel documentario la vicenda narrata, gli ambienti dove si svolge e i personaggi che la interpretano sono reali e agiscono su un piano di realtà, a differenza del tradizionale cinema di finzione (detto anche cinema a soggetto) dove invece gli elementi costitutivi sono sostanzialmente costruiti artificiosamente.
Il documentarista basa la narrazione e la drammaturgia del film sulla propria visione soggettiva di un determinato aspetto della realtà osservata e sulla sua interpretazione.

## Descrizione
È frequente l'equivoco di ritenere il documentario una riproduzione fedele della realtà: ciò non è e non può essere, in quanto il documentarista per dar luogo al proprio racconto opera delle scelte narrative ed espressive tali da soggettivare l'esposizione della realtà. Dalla scelta dello stile narrativo fino alla limitazione del campo visivo in ripresa tramite l'inquadratura, dalla giustapposizione di inquadrature e scene al montaggio fino al sonoro, tutta la costruzione del documentario è un processo finalizzato all'interpretazione della realtà. Il documentarista propone la personale visione della realtà in una lettura soggettiva; quindi tutt'altro dalla "trasparente" riproposizione della realtà nella sua piena oggettività. Va ribadito che tale visione oggettiva ("veritiera") della realtà è pressoché impossibile (e, si potrebbe dire, anche inutile).
Considerando il documentario un racconto per immagini alla stregua del cinema di finzione, senza dubbio al documentario possono essere applicate le tradizionali regole della narratologia nonché le schematizzazioni proprie della narrazione cinematografica e della narrazione in genere, come le funzioni degli archetipi, le figure retoriche, la suddivisione in tre atti, le unità aristoteliche e altre (ben riassunte nel saggio di Christopher Vogler Il viaggio dell'eroe).
A volte il documentario, per raggiungere un fine educativo e divulgativo, si propone di rendere conto di una specifica realtà o un determinato tema in termini quanto più lineari e oggettivi possibili, limitando l'aspetto espressivo e interpretativo, o ben celandolo; in tali casi il documentarista focalizza la sua opera su un'esposizione chiara ed esaustiva anziché espressiva e artistica. Questa modalità viene applicata soprattutto ad argomenti scientifici, naturalistici, etnografici, ma anche in film di propaganda (soprattutto fino agli anni cinquanta del Novecento), dove l'asciuttezza degli aspetti espressivi dovrebbe avvalorare l'oggettività del narrato. Il documentario a tema educativo e divulgativo ha avuto grande importanza con l'avvento dei mass media e della televisione in particolare, trovando proprio nella televisione il suo mezzo di diffusione.
Proprio le reti televisive statunitensi, al fine di industrializzare il documentario e meglio gestirne il processo produttivo, negli anni hanno portato ad una classificazione del documentario per argomenti e modalità espressive, abbinando a ogni genere determinati modi di narrazione e realizzazione (di fatto dei cliché). Tali classificazioni hanno innanzitutto lo scopo di governare un elemento spiccatamente artistico e quindi per sua natura "ingovernabile" in termini industriali.
Nella storia del documentario hanno fatto la loro comparsa grandi artisti come Robert J. Flaherty, Dziga Vertov, Joris Ivens e John Grierson, che appartengono a buon diritto alla storia del grande cinema.

## Storia

### Gli esordi

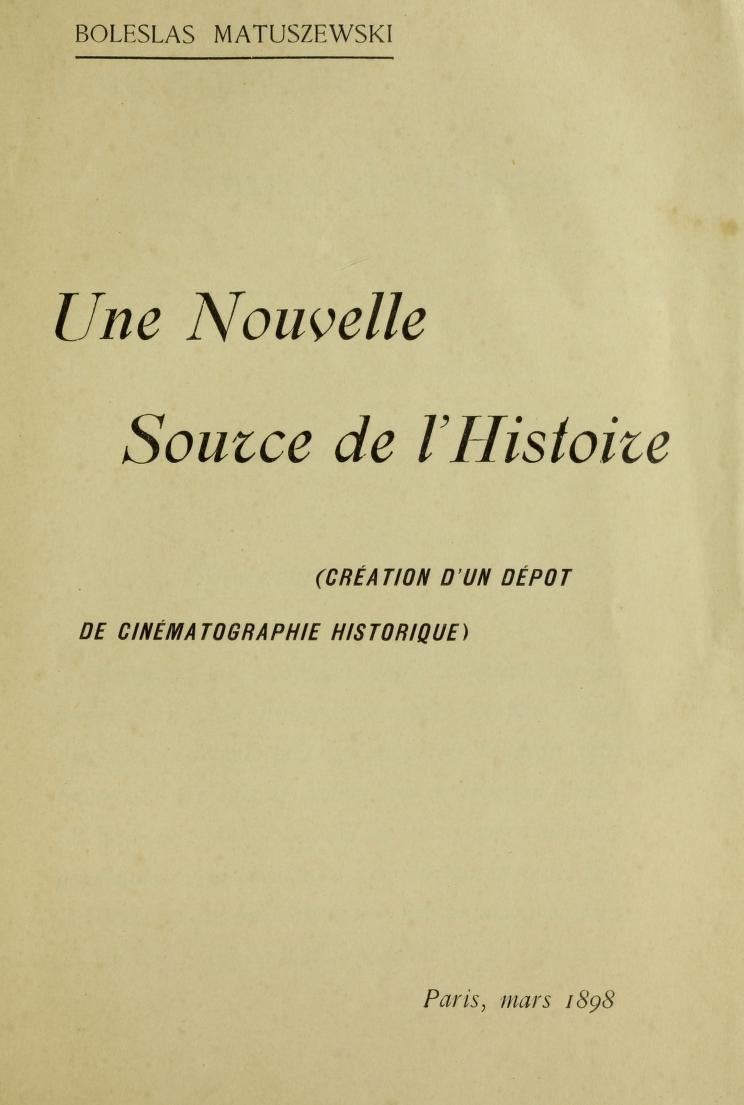
La copertina del libro di Matuszewski Une nouvelle source de l'histoire. Nel 1898 la prima pubblicazione sulla funzione documentaria della cinematografia.

Il documentario, inteso come filmato dal valore esplicativo e divulgativo che mostrava soprattutto genti e luoghi lontani, è antico come il cinema stesso. In questo ricalcava una delle funzioni delle immagini, quella di permettere una sorta di Grand tour per poveri. Molti dei cortometraggi proiettati dai fratelli Lumière il 28 dicembre 1895 al Salon indien du Grand Café, prima proiezione pubblica della storia, sono documentari o presunti tali.
In seguito, alla curiosità si aggiunsero anche gli interessi scientifici. Albert Kahn, magnate della finanza francese, cercò di costruire il primo atlante geo-etno-antropologico del mondo intero, avvalendosi interamente di fotografie e di riprese cinematografiche; con questo intento spedì una ventina di fotografi e cineoperatori per il mondo, talvolta viaggiando con loro, che tra il 1909 e il 1919 raccolsero più di diecimila fotografie e un migliaio di "vedute in movimento" di un minuto circa ciascuna, oggi conservate al Museo Albert Kahn di Parigi.
Anche in Italia si ebbero documentaristi di grande spessore, come Luca Comerio e Roberto Omegna che tra il 1905 e il 1915 si spinsero con coraggio in zone anche molto impervie. Comerio aveva come obiettivo la costruzione di un film-utopia dove voleva mostrare tutto il mondo e che avrebbe intitolato Dal Polo all'Equatore: se ne conservano alcune parti, come la spedizione al Polo sud organizzata dal Duca degli Abruzzi (1899) o quella del barone Raimondo Franchetti in Africa nel 1910, oppure le scene della guerra sull'Isonzo (1917). In queste opere era evidente uno sguardo sul mondo da "dominatore" occidentale che guarda tutto con superiorità: scene simboliche allora interpretate come segni di potere e civiltà (la caccia alla tigre, i servi neri alla portantina, l'impartizione dell'educazione alle popolazioni locali) ci mostrano a distanza di un secolo una mentalità sorpassata, imbevuta di colonialismo, di conquista spietata e arrogante.
Omegna invece può essere considerato il padre del documentario scientifico, con i suoi film sulle farfalle (vincitori del primo premio all'Esposizione internazionale di Torino (1911), dove usava la macrofotografia e si avvaleva, per le didascalie, delle composizioni del poeta Guido Gozzano, suo cugino.
Un altro utopista fu Bolesław Matuszewski, che si propose di filmare tutti gli eventi della storia umana per comporre un archivio totale e assoluto. La voglia di dominio del mondo si era trasposta dall'ambito politico a quello scientifico, grazie alle nuove possibilità offerte dal cinematografo dei Fratelli Lumière, che nei progetti originari si sarebbe dovuto proprio chiamare Domitor, una contrazione di "dominator".
Inizialmente i primi filmati documentari erano distribuiti nelle sale cinematografiche, oppure diffusi sotto forma radiofonica, come voce narrante di un testo avente caratteristiche informativo-didattiche.
In seguito ai film sono stati associati i testi parlati, integrando le due forme comunicative in modo da poter fornire un'informazione completa e referenziata.
Tuttavia è solo nel corso degli anni trenta che si diffonde l'uso del termine "documentario" così come viene comunemente inteso ai giorni nostri. Il passaggio del termine da aggettivo qualificativo all'utilizzo come sostantivo, appare per la prima volta in un articolo del New York Sun dell'8 febbraio 1926, scritto da John Grierson in occasione della presentazione pubblica del secondo film di Robert J. Flaherty: L'ultimo Eden.

### Il documentario poetico
Sebbene il cinema fosse nato come documentario, con le vedute Lumière, con il tempo aveva dovuto cedere il passo al cinema narrativo di finzione. Negli anni venti erano comunque emersi alcuni nomi, tra i quali spicca quello di Robert J. Flaherty, padre della docu-fiction, ovvero una mescolanza di finzione e documentario. In Nanuk l'esquimese (Nanook of the North), Flaherty racconta la famiglia eschimese di Nanook, con la loro vita, la pesca, gli iglù, ecc., anche se esiste una debole narrazione di sfondo e le scene sono chiaramente concordate con il regista, come quella della caccia alla foca, dove vennero usate le armi tradizionali nonostante nella zona fossero già in uso da tempo i fucili e la famiglia era fittizia, con i protagonisti che già da tempo non vivevano in un iglù; inoltre la moglie di Nanuk era interpretata dall'amante di Flaherty, dalla quale ebbe un figlio mai riconosciuto legalmente. Il termine documentary apparve per la prima volta nel 1926 in una recensione di John Grierson al film L'ultimo Eden (Moana) di Flaherty. Nel 1934 approfondì il tema del racconto del lavoro umano con L'uomo di Aran, un altro grande poema sulla vita dei poveri contadini e pescatori delle Isole Aran in Irlanda. Con le sue opere creò una sorta di scambio tra la sua visione soggettiva e la veicolazione di conoscenza su ciò che veniva narrato alla spettatore.
Altro autore di documentari "poetici" fu Jean Epstein, che aveva creato anche film narrativi investigando spesso un equilibrio tra visione oggettiva e soggettiva. Nel 1923 girò un documentario sull'eruzione dell'Etna e nel 1929 fu la volta di Finis Terrae, che raccontava la vita dei poveri pescatori bretoni, con alcune tracce di storia narrata (la vicenda di un coltellino smarrito o quella di un pescatore malato..). Molto poetiche sono soprattutto le immagini della tempesta rallentate o quella delle donne che aspettano in riva il ritorno dei mariti, riprese anche da altri autori (lo stesso Flaherty oppure Luchino Visconti ne La terra trema).

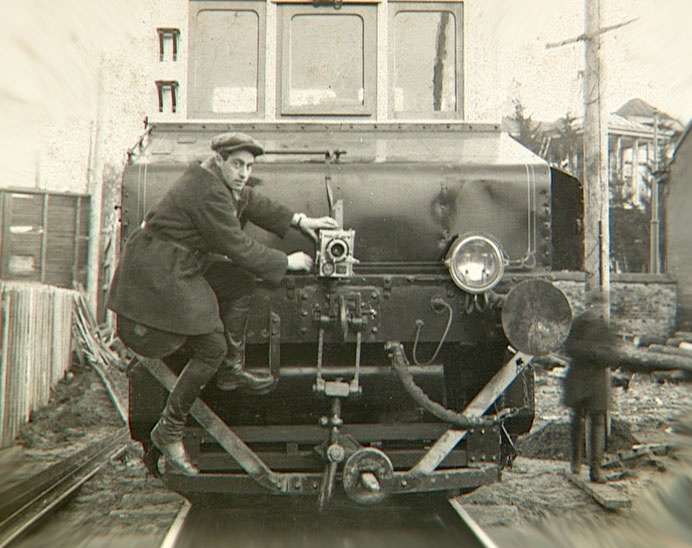
In questo scatto di L'uomo con la macchina da presa, Mikhail Kaufman agisce come un cameraman che rischia la vita alla ricerca del miglior scatto

In tutto il mondo filmò poi Joris Ivens, che infuse nelle sue opere un forte impegno sociale e culturale. Suoi sono alcuni documentari celebri come Regen, sulla pioggia (1929) o Zuiderzee, su una diga olandese (1930) o soprattutto Borinage, su uno sciopero dei minatori (1933). Filmò inoltre la rivoluzione in Cina e il Vietnam, ma anche il paesaggio francese o il vento.
Più importante come teorico e organizzativo del genere documentario fu l'inglese John Grierson, che fondò la scuola di documentarismo inglese, canadese e fu tra gli ispiratori del successivo free-cinema degli anni cinquanta. I film della sua scuola (che contava documentaristi come Basil Wright, Paul Rotha, Alberto Cavalcanti), erano sempre dotati di "un ritmo musicale oltre che poetico e letterario", nati spesso dalla collaborazione con grandi poeti (come Wystan Hugh Auden) o grandi musicisti (come Benjamin Britten e Darius Milhaud). Il suo libro Grierson on Documentary Film è il primo apporto teorico al cinema documentario, dal quale provennero molte idee anche in ambiti diversi, come con Cesare Zavattini e il suo neorealismo. Secondo il testo infatti il documentario non doveva e non poteva essere una riproduzione oggettiva della vita, perché l'occhio del regista l'avrebbe sempre deformato con la sua visione e le sue scelte; piuttosto si doveva usare la imprescindibile soggettività per creare uno sguardo sul mondo.

### Il documentario moderno

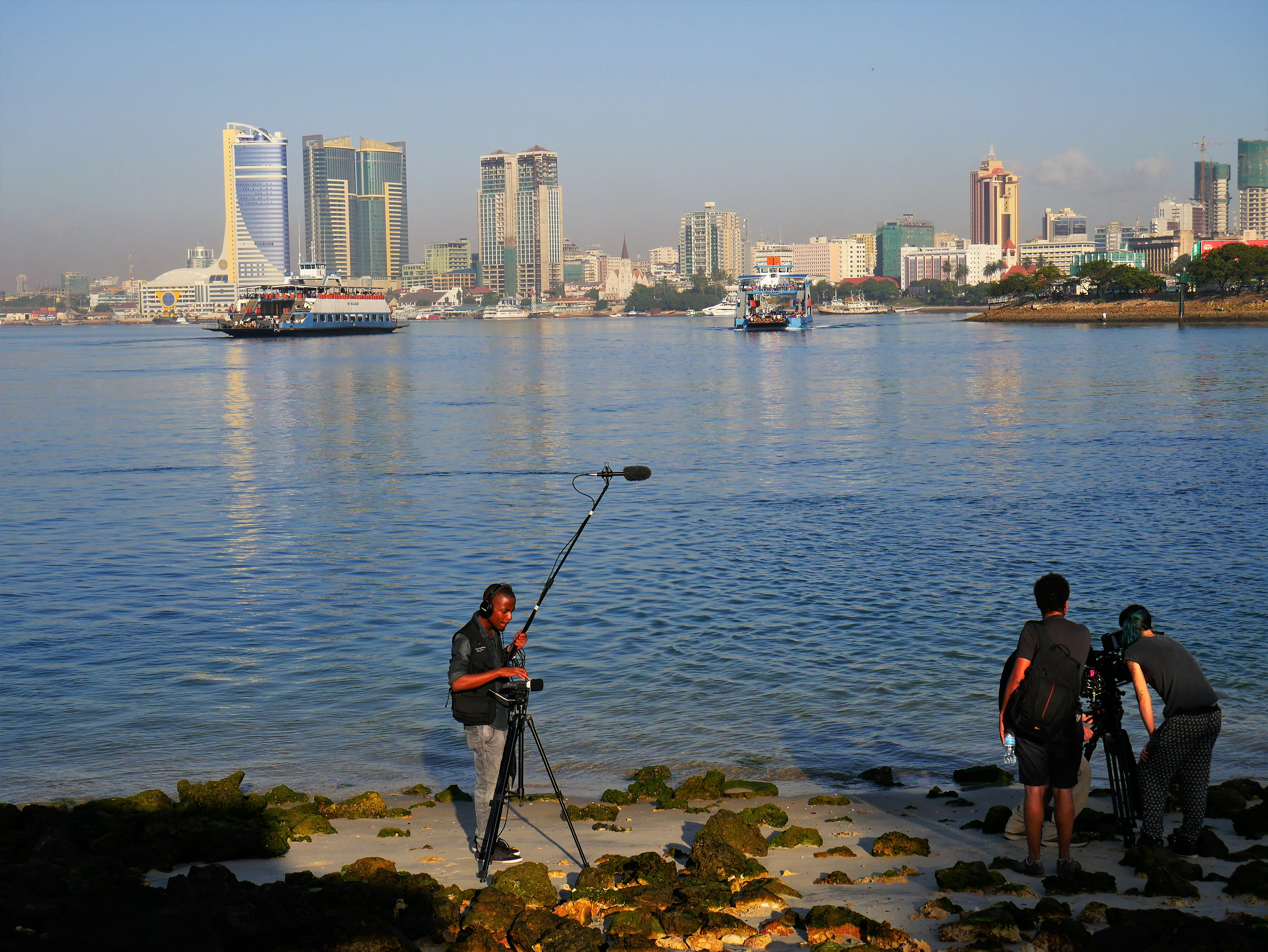
team cinematografico al porto di Dar es Salaam con due traghetti

La seconda guerra mondiale e l'enorme quantità di materiale girato, uniti spesso a una sincera ricerca di memoria storica e monito, hanno favorito la creazione e diffusione del documentario storico e bellico, genere ancora oggi tra i più popolari.
A partire dal secondo dopoguerra, lo sviluppo di nuovi mezzi di comunicazione e soprattutto l'evoluzione tecnica delle macchine da ripresa che godettero di una drastica riduzione di pesi, ingombri e rumorosità (fino alla registrazione digitale di fine XX secolo che ha eliminato l'uso della pellicola unendo anche una estrema miniaturizzazione), hanno permesso la evoluzione del documentario finalmente girato in vera presa diretta grazie anche all'uso di apparecchi audio portatili e sincronizzabili Nagra. Nasceva pertanto in questo periodo il cinema "verità" che ottimizzava le nuove tecnologie in quanto non necessitava di numeroso personale logistico e godeva del vantaggio della immediatezza e della sorpresa. Se ne avvantaggiò soprattutto il mezzo televisivo con la creazione di documentari giornalistici sotto forma di reportage o inchiesta. Sempre nell'ambito del documentario in presa diretta gli anni delle contestazioni studentesche portarono allo sviluppo del cinema militante di interesse politico e tendenze manifestatesi a partire dagli anni settanta legate a un cinema riflessivo, che si possono ordinare in alcune categorie: il film di montaggio, il film autobiografico e diaristico, il film-saggio..
L'interesse delle maggiori case di produzione verso il mezzo televisivo, portatore di altissimi ricavi e immediata eccezionale notorietà, portò anche alla creazione di documentari di carattere scientifico e divulgativo nati specificamente per la esclusiva trasmissione televisiva. Ebbero eccezionale successo i documentari sulle ricerche e le esplorazioni di Jacques-Yves Cousteau e le divulgazioni di David Frederick Attenborough. In Italia la diffusione del documentario televisivo ha un nome di spicco, il giornalista Piero Angela. Oggi la gran parte dei film documentari viene prodotta dalle reti televisive pubbliche; la rete pubblica inglese BBC è un'importante ed autorevole produttrice di documentari divulgativi, mentre per quanto riguarda il documentario di creazione o d'autore, il canale culturale franco-tedesco arte è sicuramente il principale referente produttivo in Europa. Altri gruppi editoriali specializzati nella produzione di documentari tematici sono History, National Geographic, Discovery Channel. Anche molte testate cartacee di divulgazione scientifica producono o distribuiscono documentari e posseggono canali televisivi e portali web dai contenuti prevalentemente documentaristici. Il più diffuso in Italia è Focus.
Data la quasi esclusiva presenza dei documentari divulgativi sui canali televisivi, la natura dei documentari cinematografici ha subito negli anni una profonda trasformazione, assumendo la forma del film-documentario (detto anche docufilm, in inglese "nonfiction film"). Nato e pensato per la distribuzione nei cinema, esalta l'aspetto artistico e drammaturgico, spesso con particolare virtuosismo sia nella fotografia che soprattutto nella sceneggiatura, nel montaggio e nell'analisi critica e autoriale dei contenuti. Ritenuti ormai film con pari dignità delle pellicole di fiction concorrono nei concorsi e festival cinematografici non solo nella categoria specifica, ma spesso anche per i riconoscimenti più alti in competizione con il cinema attoriale tradizionale. È inoltre considerato l'ambito dove è possibile la maggior ricerca di nuove forme di sperimentazione espressiva. Eccellenti esponenti nella realizzazione di film-documentario e della sua progressiva evoluzione sono: l'antesignana Leni Riefenstahl (Il trionfo della volontà, Olympia), Alain Resnais (Notte e nebbia), Louis Malle (Il mondo del silenzio), Wim Wenders (Il sale della terra), Werner Herzog (Grizzly Man, Encounters at the End of the World), Claude Lanzmann, (Shoah, L'ultimo degli ingiusti), Michael Moore (Bowling a Columbine) e l'italiano Gianfranco Rosi (Fuocoammare).

## Altri generi di documentario
I film documentari che, per finalità narrative, contengono al loro interno sequenze ricostruite e/o interpretate da attori vengono comunemente definiti docu-fiction o docu-drama e in questa veste hanno spesso una distribuzione in televisione. Invece i film che si presentano come documentari solo come artificio narrativo, ovvero non rappresentano la realtà ma vicende di fantasia, sono chiamati falsi documentari o mockumentary.

## Festival
- Festival dei Popoli, Festival internazionale di cinema documentario, Firenze
- International Documentary Film Festival Amsterdam (IDFA)
- Meet the Docs! Film Fest, Festival dedicato al cinema documentario, Forlì.
- Visioni dal Mondo, Festival internazionale del documentario, Milano